# 정상수
정상수(1984년 3월 31일~)는 대한민국의 래퍼, 유튜버이다. 과거, 영화 신세계 등 수많은 작품에 까메오로 보조출연했던 경험이 있다. 최근 들어 유튜브보다는 본업인 랩에 더 충실하려 하는듯 하다. 구독자가 20만이 넘은 유튜브 채널이 있었으나, 2번의 해킹으로 새 채널을 만들었다.
정상수를 웃기다고만 생각하는 사람들이 있는데 본업은 래퍼이기 때문에 출중한 랩 실력을 보여준다. 대체적으로 정상수의 랩 스타일은 정통 올드스쿨 힙합이지만,트렌드를 섞어내는 곡을 잘 뽑아낸다.
최근에는 빠른 래핑도 시도하고 있으며, 베테랑 래퍼이다 보니 완성도 자체는 좋다.
2021년 딩고 킬링벌스에 출연하여 조회수 1000만회를 돌파한 상태이다.
2024년 2월, 래퍼 탐쓴과 곡을 만들었다고 라이브 방송에서 밝혔다. 친분이 있거나 주목하는 아티스트인것으로 추정된다.

## 학력
- 복자유치원 (졸업)
- 청학초등학교 (전학) →
- 남항초등학교 (전학)
- 장평초등학교 (졸업)
- 신현중학교 (전학) →
- 신선중학교 (졸업)
- 부산남고등학교 (졸업)
- 부산대학교 예술대학 한국음악학 (학사)

## 방송 출연
- 《Show Me The Money 3》(2014년, Mnet) 이 시즌이 바로 그 양꼬치집 사건이 일어난 시즌이다.
- 《Show Me The Money 4》(2015년, Mnet)1차 예선 때 명사수라는 명곡을 처음 선보인 시즌이다.
- 《Show Me The Money 5》(2016년, Mnet)
- 《Show Me The Money 6》(2017년, Mnet)쇼미더머니 마지막 참가였다.
- 《언프리티 랩스타 2》(2015년, Mnet)
- 《언프리티 랩스타 3》(2016년, Mnet)

## 음반
- Color Glasses (2015년)

정상수의 첫 개인 앨범이다. 정상수 특유의 딱딱 꽃이는 매력이 잘 드러나고 명사수와 달이뜨면이라는 명곡이 수록되어 있다.
- 쇼미더머니 (with 노현태, 2015년)

노현태와 친분이 있는지 같이 음악을 만들었으나 평은 좋지 않은 편.
- 부산을 대표해 (2015년)

정상수만의 랩 스타일이 잘 드러나는 앨범이다. 시원시원하게 잘 만들었다는 평이 많다.
- 입닥쳐 (Shut Up) (2015년)
- New Day (with 에스텔 & 레이, 2015년)
- 비트 위를 걷네 (2016년)
- Hiphop Style Rap(2016년)

정박으로 딱 내려 꽃히는 깔끔하면서도 개성있는 랩을 보여주어서 평가 역시 좋은 편이다.
- Swaggers Made In USA (with 수퍼비 & 타래 & myunDo, 2016년)

수퍼비,면도,타래와 함께 한 곡이며 정상수는 역시나 자신만의 스타일로 무난하게 벌스를 소화한 곡이다.
- Break A Leg (with 블리스, 2016년)

심플하고 강렬한 정상수의 스타일을 잘 반영시킨 곡. 좋다는 반응이 많다.
- 랩을 못해 죄송합니다 (with 노현태, 2016년)

노현태와의 두번째 합작이나 역시나 평이 좋지는 않다.
- 살아 (with 김호중 & 블리스, 2016년)
- 긍정 바이브 (with KID-O, 2017년)
- Still 정상수 (with 바비문, 2017년)

본인의 랩에 대한 강한 자신감을 어김없이 보여준 곡. 나름대로 좋다는 편도 많다.
- PIMP RECORDS (with 씨 스쿼트 & 미스터 쿠비 & 키지 & OP & 뉴 블러드 & 스케치, 2018년) 가입되어있는 본인의 크루의 단체곡으로 추정.
- 춤추는 가야금 (2019년) 정상수의 전공인 국악을 힙합과 잘 접목시킨 앨범이다. 평가는 괜찮은 편.
- 높이뛰기 (with 블리스, 2021년)

중독성 있는 비트 위에 블리스와 정상수가 합작한 앨범. 평가는 좋은 편이다.
- 반말하지 마라 (with 멧돼지, 2022년)

힙합계의 하나의 밈으로 자리잡은 정상수의 ‘반말하지마라’ 를 활용한 하드코어 래퍼 멧돼지와의 협업 곡이다. 평가는 나쁘지 않은 편이다.
- 반말하지 마라 remix ver (2022년)

반말하지 마라의 리믹스 버젼.
- 명사수 2022 remix (2022년)

명사수를 다시 한번 리믹스한 곡이다. 기본적으로 명사수가 워낙 명곡이라 평가는 좋은 편이나 너무 많이 우려먹는 것 아니냐는 말도 있다.
- 환상의 명사수 (웹툰 '나쁜 녀석들' 콜라보, 2022년) 웹툰 나쁜 녀석들과의 콜라보 명사수이다. 밝으면서도 특이한 비트 위에 빠른 템포로 명사수를 얹은 곡이며 평가 자체는 명사수 자체가 명곡이다 보니 무난하다.
- 피어올라 (with 바리톤 김민성, 블리스, 2022년)
- 다람쥐와 뉴트리아 (with 캐리건메이, 2022년) 깔끔하고 좋다는 반응이 많다. 서로 티키타카가 아주 잘 된 것 같다는 반응.
- 블루 라군 (with 도리토리, 2022년)

도리토리라는 가수 그룹과 같이 한 곡. 분위기 있고 깔끔해서 평가는 좋은 편이다.
- 마이크를 잡아라 pt.2 (with O-son, 2022년)
- 부산 그루브 (with 깽세, 2023년)

깽세와의 첫 음반이나 평은 그리 좋지 않았다.
- 칼춤 (with 블리스, 2023년)

동양풍 비트 위에 랩을 뱉었다. 평소 정상수의 랩 스타일과는 다른 느낌으로 뱉었다.
- 랩 싸울아비 (with 워터프레쉬샤워, 2023년) 전체적으로 앨범의 퀄리티가 높다는 평이 많다. 오랜만에 굉장히 퀄리티 높고 고급스러운 음악을 정상수가 했다는 평. 여러 피처링진 역시 탄탄한 래퍼들이라 앨범의 완성도를 더더욱 높힌 요소중 하나이고, 정상수 역시 비트 위에 너무나도 잘 어울리게 뱉었다는 평이 많다.
- 디-콤비네이션 (with 트렘, 2023년

TREM의 굉장히 특이한 비트 위에 랩을 했다. 호불호가 갈리는 편. 아마도 비트부터 굉장히 통통 튀고 특이한 비트라서 그런듯 하다. 그래도 나름 괜찮다는 평도 많다. 호불호가 많이 갈린다.
- 부산의 아이콘 (with 미스타-씨, 2023년)

듣기 편안한 붐뱁 스타일 곡이다. 곡의 분위기가 아주 편안한 편이고 정상수와 미스타 씨가 서로 조화롭게 랩을 했다. 평가는 나름 좋다. 정상수의 인스타그램에 이 곡의 뮤직비디오를 찍는 것으로 추정되는 사진이 올라왔다.
- 디-콤비네이션 speed up&down ver (with 트렘, 2023년)

D-콤비네이션 앨범의 리믹스이다. 역시나 호불호가 갈리는 앨범의 리믹스인 만큼 비슷한 평가가 많다.
- TAKE MONEY (with GIPUM(채종우),2023년)

기품과의 첫 콜라보. 평은 좋은 편이다. 기품은 굉장히 중독적인 훅을 보여줬고 정상수는 시원시원하고 좋은 벌스를 보여주었다. 다만 믹싱을 기품과 정상수가 아닌 다른 아마추어 프로듀서가 한 것으로 추정되는데 이때문에 곡이 오히려 듣기 불편해졌다는 말이 많다. 어쨌든 음악의 평가는 좋은 편이다. 다만 기품 벌스가 애매하다는 평도 존재.
- Dragon Blues (2024년)

2024년 정상수의 첫 앨범. 심플하면서도 곡이 상당히 잘 나온 편이고 이번에는 믹싱도 잘 된 편이라 그 부분에서도 평가가 좋은 편이다. 곡에 훅이 없는 특징을 가지고 있는데, 이는 곡 자체의 느낌을 더욱 듣기 좋고 여유로운 느낌으로 잘 만든 느낌이 있다.
RNB (RARE AND BLASTA)
- Truman Show(2009년)

정상수의 첫 음반이다. 그래서인지 당시 정상수의 지금과는 사뭇 다른 랩 스타일을 들을 수 있다. 이때의 랩 스타일 역시 좋다는 반응도 많다.
- Groove Killaz(2022년)

Rare(김대정) 과의 오랫만의 콜라보 앨범. 크게 화제가 된 것은 아니지만 그래도 무난하다는 평이 많다.